# Christian Friedrich Ecklon
Christian Friedrich Ecklon (Åbenrå 1795 – Ciutat del Cap 1868) va ser un botànic, recol·lector i apotecari danès.
Ecklon va realitzar expedicions de recol·leccions a Sud-àfrica, sent el seu primer viatge el 1823, primer com a aprenent d'apotecari i després farmacèutic, tractant a la flora amb finalitats medicinals. Sense fons i amb la seva salut deteriorada es veu forçat a viure en forma pobre, venent bulbs o preparant remeis a base d'herbes. Així tot, retorna a Europa el 1828, portant una important quantitat d'espècimens d'herbari. Durant la seva estada a Hamburg, de 1833 a 1838, treballa en la revisió d'aquesta col·lecció. Aquest herbari es constitueix a la base de la Flora Capensis (1860-1865) pel seu amic, el farmacèutic d'Hamburg Otto W. Sonder (1812-1881) en col·laboració amb el seu col·lega irlandès William H. Harvey (1811-1866).
Ecklon va ser coautor, amb Karl Ludwig Philipp Zeyher que havien fet junts una expedició el 1829, d'Enumeratio Plantarum Africae Australis Extratropicae (1835-7), un catàleg de la flora de Sud-àfrica. Retornaria a aquest país, on va morir el 1868.
L'herbari de Lehmann i de Sonder en el Museu Suec d'Història Natural d'Estocolm atorga especials referències a les col·leccions d'Ecklon i de Zeyher.
Un dels seus pupils va ser Friedrich Heinrich Theodor Freese (ca. 1795-1876), un botànic i metge alemany, que va estudiar la flora sud-africana.
En els registres d'IPNI, Ecklon va nomenar un total de 2.002 diferents gèneres i espècies.

## Honors

### Eponímia
Gènere
- Ecklonia Schrad.

Espècies
- Ecklonia biruncinata o E. radiata
- Delosperma ecklonis Schwantes
- Helichrysum ecklonis Sond.